# Ulf Eriksson (konstnär, född 1942)
Ulf Eriksson, född 4 november 1942 i Helsingborgs Gustav Adolfs församling, är en svensk grafiker och textilkonstnär.
Eriksson har företagit ett antal studieresor runt om i Europa med längre uppehåll i Paris och London. Bland annat liftade han runt i Europa och Asien där han träffade andra yrkesverksamma konstnärer. Han studerade byggkonstruktion på Tekniska skolan i Helsingborg men valde att satsa på sin konstnärliga ådra. Han debuterade på Galleri HS i Lund 1968 och den utställningen skapade kontakter som ledde till utställningar i Polen och medverkan i Krakows TV. Han bodde i New York 1982–1986 och fick där möjligheten att ställa ut grafik på Metropolitan museum. 
Ulf Eriksson har medverkat i ett flertal separat och grupputställningar i Sverige, USA och olika länder i Europa bland annat på Konstnärshuset, Varbergs museum, Wadköpingshallen i Örebro och Art Expo i New York. Han medverkade i ett TV-program på SVT om grafik 1969. Han har tilldelats Statens stora arbetsstipendium. Eriksson är representerad vid bland annat Moderna Museet, Warszawas Nationalmuseum, Bibliothèque nationale i Paris, Statens konstråd, Library of Congress i Washington, Malmö museum, Metropolitan museum i New York, Lagos Nationalmuseum, Skissernas museum i Lund samt med ett 50-tal verk vid kommuner och landsting.